# جهاف (الحيمة الخارجية)

تعديل مصدري - تعديل

جهاف هي إحدى قرى عزلة العجز بمديرية الحيمة الخارجية التابعة لمحافظة صنعاء، بلغ تعداد سكانها 135 نسمة حسب تعداد اليمن لعام 2004.